# 栗原たお
栗原 たお（くりはら たお、Tao Kurihara）は、日本のファッションデザイナー。

## 経歴
1973年生まれ。1997年、ロンドンのセントラル・セント・マーチンズを卒業。1998年、COMME des GARCONS（コム・デ・ギャルソン）に入社。2002年、tricot COMME des GARCONS（トリコ コム・デ・ギャルソン）のデザイナーに就任。
2005年、秋冬：tao COMME des GARCONS スタート。2006年、ニューズウィーク日本版にて、「世界が認めた日本人女性」のひとりとして紹介された。2011年、春夏：tao COMME des GARCONSブランド終了し、兼任していたtricot COMME des GARCONSを引き続き担当する。2021年10月より、「トリコ コムデギャルソン」のブランド名が「tao（タオ）」に変更されると発表された。